# Économie du Cantal
L'économie du Cantal est principalement basée sur l'agriculture et le tourisme.
Elle se caractérise par :
- PIB : 2 163,6 millions d'euros en 1996,  2 380 millions d'euros en 1999, 3 520 en 2018.
- PIB par habitant : 14 000 euros en, 1996, 15 857 euros en 1999, 24 300 en 2018 (moyenne Auvergne-Rhône-Alpes : 33 900.
- Taux de chômage : en 2017, le Cantal était le département avec le taux de chômage le plus bas de France (5,7 %)[1].

## Données globales

### Valeur ajoutée brute par secteur d'activité
En 2018, la valeur ajoutée brute du département est de 3 127 millions d'euros, dont la répartition par secteur d'activité est :
Agriculture : 170 (5,4 %)
Industrie : .356 (11,4 %)
Construction : 261 (8,3 %
Commerces, transports, hébergement, restauration : 538 (17,2 %)
Autres services : 1 802 (57,6 %)

### Emploi
L'évolution de l'emploi selon le secteur d'activité, de 2008 à 2018, montre une diminution totale de 4,2 %. La diminution concerne tous les secteurs à l'exception de celui de " l'administration publique, enseignement, santé, action sociale" (+ 1,8 %).
|                                                              | 2008   | 2008   | 2013   | 2013   | 2018   | 2018             | 2018               | 2018 |
| Nombre                                                       | %      | Nombre | %      | Nombre | %      | dont femmes en % | dont salariés en % |      |
| ------------------------------------------------------------ | ------ | ------ | ------ | ------ | ------ | ---------------- | ------------------ | ---- |
| Ensemble                                                     | 60 628 | 100,0  | 58 897 | 100,0  | 58 127 | 100,0            | 48,5               | 78,4 |
| Agriculture                                                  | 8 396  | 13,8   | 7 465  | 12,7   | 7 066  | 12,2             | 26,4               | 14,6 |
| Industrie                                                    | 6 520  | 10,8   | 6 051  | 10,3   | 6 111  | 10,5             | 31,9               | 89,4 |
| Construction                                                 | 5 365  | 8,8    | 5 249  | 8,9    | 4 636  | 8,0              | 9,4                | 74,9 |
| Commerce, transports, services divers                        | 20 077 | 33,1   | 19 620 | 33,3   | 19 668 | 33,8             | 48,2               | 81,4 |
| Administration publique, enseignement, santé, action sociale | 20 271 | 33,4   | 20 513 | 34,8   | 20 646 | 35,5             | 69,9               | 94,9 |

## Agriculture
- Surface agricole utile : 378 187 ha.
- Nombre d'exploitations agricoles : environ 6 000.

### Élevage

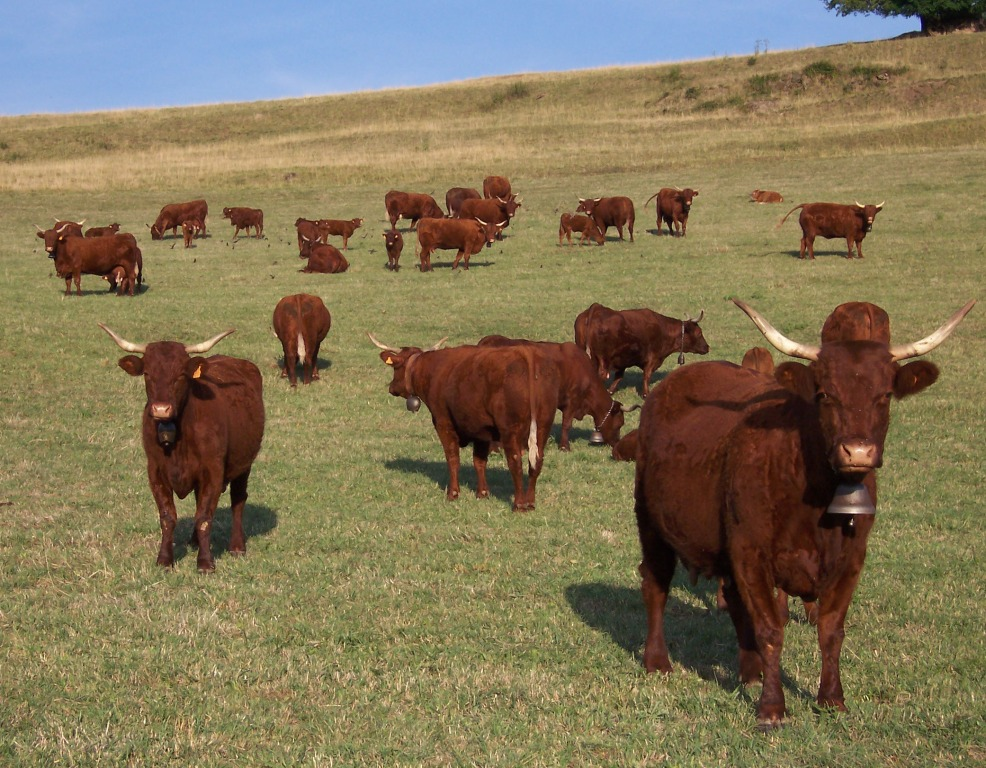
troupeau de vaches de race Salers

On y pratique essentiellement l'élevage bovin (race Salers) (467 000 têtes en 2000), ovin (56 200 têtes en 2000) et porcin (53 700 têtes en 2000).
L'élevage sert aussi à la production de lait (3 623 000 hectolitres en 2000) qui est utilisé en partie dans la fabrication de fromage tels que le cantal, le bleu d'Auvergne (47 220 tonnes de fromage en 2000), ou le salers.

### Cultures
Le Cantal produit aussi des céréales (67 740 tonnes en 2000) et la gentiane jaune y est cultivée pour sa racine.

### Sylviculture
Le bois reste une richesse de la région (chênes, résineux). L'exploitation forestière, moins prospère qu'autrefois, reste une composante de l'économie locale.

## Grandes entreprises
Entreprises ayant leur siège social dans le département classées par ordre décroissant de chiffre d'affaires,.
1. Altitude à Aurillac (216 M€) : coopérative agricole.

1. Qualipac à Aurillac (103 M€) : bouchons plastiques.
2. Matière à Arpajon (88 M€) : terrassements et travaux publics.
3. Fromagère de Riom à Riom-es-Montagnes (561 M€) :  fromages.
4. Menuiseries du Centre à Ydes (56I M€) : éléments et meubles de cuisine.
5. Isotoner à Saint Martin Valmeroux (53 M€) : chaussons, gants et parapluies.
6. Volcalis à Aurillac (46 M€) : coopérative agricole.
7. Walchi à Condat (45M€) : laiterie et fromagerie.
8. Auvergne Carburants (42 M€) : négoce en produits pétroliers.
9. Europe Service (40 M€) : véhicules de déneigement.

## Industrie
De la diatomite est extraite de trois carrières sur le gisement de Foufouilloux à Virargues par deux entreprises qui la valorise dans leurs usines respectives à Murat et Riom-ès-Montagnes.

## Artisanat
On compte près de 3 000 entreprises artisanales dont environ 40 % concerne le secteur du bâtiment 

## Transformation alimentaire
- Ateliers de charcuterie.
- Conserveries de tripoux.
- L'Avèze (liqueur)

## Commerce électronique
Le département du Cantal dispose d'un grand nombre de sites qui proposent et vendent des produits fabriqués au Cantal par Internet. Il est ainsi possible pour nombre d'artisans d'exporter facilement leurs produits hors du département.

## Liens et sources
- « Le Conseil Départemental du Cantal », sur Cantal (consulté le 5 octobre 2024)
- « Le Conseil Départemental du Cantal », sur Cantal (consulté le 5 octobre 2024)
- « Document sans nom », sur agglo-aurillac.fr via Internet Archive (consulté le 5 octobre 2024)
- (en) « Wayback Machine », sur lunion-cantal.com via Wikiwix (consulté le 5 octobre 2024)
- « Made In 15 • e-Boutiques du Cantal • Shopping-guide cantalien », sur madein15.net via Wikiwix (consulté le 5 octobre 2024)